# Speleogobius trigloides
Speleogobius trigloides es una especie de pez perciforme de la familia de los góbidos.

## Morfología
Los machos pueden llegar a alcanzar los 1,8 cm de longitud total.

## Hábitat
Es un pez de mar de clima subtropical y demersal que vive entre 8-25 m de profundidad.

## Distribución
Se encuentra en el mar Mediterráneo: Croacia.

## Costumbres
Es  bentónico.

## Observaciones
Es inofensivo para el hombre.